# Tinamou à petit bec
Crypturellus parvirostris
Espèce
Statut de conservation UICN

 LC  : Préoccupation mineure
Le Tinamou à petit bec (Crypturellus parvirostris) est une espèce d'oiseau appartenant à la famille des Tinamidae.

## Répartition
Son aire s'étend de manière quasi-omniprésente sur le centre et l'est de l'Amérique du Sud.